# Applicazione HTML
Un'applicazione HTML (HTA) è un'applicazione per Microsoft Windows scritta in HTML e HTML dinamico. La possibilità di scrivere HTA è stata introdotta a partire dalla release 5.0 di Microsoft Internet Explorer. Un file HTA può essere ottenuto da un normale HTML semplicemente cambiando l'estensione in .hta. Per personalizzare l'aspetto di una HTA è stato introdotto un nuovo tag con attributi: <hta:application ...> inserito nella sezione <head>...</head> dei documenti HTA.
Le funzionalità di un file HTML ordinario sono limitate dal modello di sicurezza del browser web - per esempio può comunicare col server, manipolare pagine (di solito per validare form e/o creare effetti grafici), scrivere cookie. Un HTA invece viene eseguito come applicazione fully trusted e quindi possiede più privilegi di un normale file HTML - per esempio può creare / modificare / eliminare file ed entry del registro di sistema di Windows.

## Esecuzione

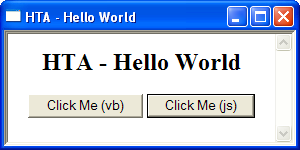
Screenshot di una finestra di esempio prodotta da mshta.exe

Un HTA viene eseguito utilizzando il programma mshta.exeo, in alternativa, facendo doppio clic sul file.Un HTA viene trattato come qualsiasi file eseguibile con estensione .exe.
Se mshta.exe si trova in una sottocartella della cartella del profilo dell'utente, la valutazione di sicurezza è pericolosa al 34%.
Se mshta.exe si trova nella cartella Windows per i file temporanei, la valutazione di sicurezza è pericolosa al 26%. 

## Sviluppo
Per personalizzare l'aspetto di un HTA, è stato hta:application introdotto un tag opzionale nella sezione HEAD. Questo tag espone una serie di attributi che abilitano il controllo dello stile del bordo, l'icona del programma, ecc. e fornisce informazioni come l'argomento (riga di comando) utilizzato per avviare l'HTA. In caso contrario, un HTA ha lo stesso formato di una pagina HTML.
Qualsiasi editor di testo può essere utilizzato per creare un HTA. Gli editor con funzioni speciali per lo sviluppo di applicazioni HTML possono essere ottenuti da Microsoft o da fonti di terze parti. 
Un file HTML esistente (con estensione file .htmo .html) può essere modificato in un HTA semplicemente cambiando l'estensione in .hta.

## Vulnerabilità
HTA è stato utilizzato per fornire malware. 

## Esempio
Questo è un esempio di Hello World come applicazione HTML.
```
<
 
HTML
 
>
 

<
 
HEAD
 
>
 

<
 
HTA:
 
APPLICATION
  
ID 
=
 
"HelloExample"
  
   
BORDER 
=
 
"thick"
  
   
BORDERSTYLE 
=
 
"complex"
 
/>
 

<
 
TITLE
 
>
 HTA - Hello World 
</
 
TITLE
 
>
 

</
 
HEAD
 
>
 

<
 
BODY
 
>
 

<
 
H2
 
>
 HTA - Hello World 
</
 
H2
 
>
 

</
 
BODY
 
>
 

</
 
HTML
 
>

```